# はえぬき
はえぬきは、イネの品種のひとつ。1993年品種登録、登録番号 第3346号。山形県で作られた品種。

## 品種特性
ササニシキの後継品種を目指し、山形農業試験場庄内支場で「秋田31号（あきたこまち）」と「庄内29号」を掛け合わせ、1990年「山形45号」として誕生した。1991年、公募した名称を基に「はえぬき」と命名された（公募では「えりぬき」と「だんとつ」が選ばれ、最終的に「はえぬき」と「どまんなか」の2品種の名称に決まった）。良食味を持ち、冷害と倒伏に対し強い品種である。いもち耐病性は「やや弱」。
日本穀物検定協会が認定する食味ランキングにおいて山形内陸産はえぬきが14年連続、山形庄内産はえぬきが12年連続で特Aを認定されたことからもわかるように、味ではブランド米の魚沼産コシヒカリに全くひけをとらないが、山形県外での作付けがほとんどないため、味のわりに知名度が低く比較的安価で取引されている。冷めても味が落ちにくいことから、おにぎりや弁当用の炊飯米として向いているため弁当業者やコンビニエンスストアからの業務用米としての需要が高く、特にセブン-イレブンのおにぎりの多くに使われているのが山形県産はえぬきであると言われている。

## 生育特性
山形県産はえぬきの場合の一例。
- 播種日・・・ 4月21日
- 田植日（移植日）・・・ 5月15日
- 出穂期・・・ 8月3日
- 登熟期・・・ 8月13日[4]〜9月17日